# Carballo (Gerichtsbezirk)
Der Gerichtsbezirk Carballo ist einer der 14 Gerichtsbezirke in der Provinz A Coruña.
Der Bezirk umfasst 7 Gemeinden auf einer Fläche von 743,52 km² mit dem Hauptquartier in Carballo.

## Gemeinden
| Gemeinde                | Einwohner (2024) | Fläche km² | Dichte Einw./km² | Cod INE | Postleitzahl |
| ----------------------- | ---------------- | ---------- | ---------------- | ------- | ------------ |
| Cabana de Bergantiños   | 4.098            | 100,23     | 41               | 15014   | 15115        |
| Carballo                | 31.595           | 186,09     | 170              | 15019   | 15100        |
| Coristanco              | 5.744            | 141,28     | 41               | 15029   | 15147        |
| A Laracha               | 11.603           | 125,95     | 92               | 15041   | 15145        |
| Laxe                    | 2.919            | 36,78      | 79               | 15040   | 15117        |
| Malpica de Bergantiños  | 5.267            | 61,22      | 86               | 15043   | 15113        |
| Ponteceso               | 5.318            | 91,97      | 58               | 15068   | 15110        |
| Gerichtsbezirk Carballo | 66.544           | 743,52     | 89               | –       | –            |